# نورث غرينيتش (جزيرة الكلاب)
نورث غرينيتش (بالإنجليزية: North Greenwich) هو اسم تاريخي يعود إلى القرن التاسع عشر، كان يُطلق على منطقة تقع حاليًا ضمن حي ميلوول في أقصى الطرف الجنوبي من جزيرة الكلاب، شرق لندن، ضمن حي تاور هامليتس الإداري.

## الجغرافيا والموقع
تقع نورث غرينيتش إلى الجنوب من المناطق التجارية التابعة لأحواض الهند الغربية، بما في ذلك كناري وارف، وتملك شريطًا ساحليًا قصيرًا على نهر التيمز، وتحديدًا على الجزء المعروف باسم "تايدواي" (Tideway)، وهو الجزء المدي من النهر الذي يتأثر بحركة المد والجزر من مصب نهر التيمز.

## التاريخ
ظهر اسم "نورث غرينيتش" لأول مرة في السجلات الجغرافية والخرائط البريطانية في أواسط القرن التاسع عشر. وقد تم استخدام الاسم ضمن مشاريع تخطيطية لتوسيع الخدمات الحضرية والبنية التحتية على طول ضفاف نهر التيمز، خاصة مع نمو الصناعة البحرية والتجارية في المنطقة المجاورة لأحواض الهند الغربية.
ومع تطور منطقة ميلوول تدريجيًا خلال القرنين التاسع عشر والعشرين، بدأ استخدام اسم "نورث غرينيتش" يختفي من التداول العام والخرائط الرسمية، على الرغم من استمرار وجوده في بعض الوثائق البلدية والملاحية القديمة.

## الالتباس مع نورث غرينيتش الحديثة
يجدر التنويه إلى أن "نورث غرينيتش" المذكورة في هذا السياق ليست هي المنطقة التي تحمل نفس الاسم حاليًا في شبه جزيرة غرينيتش إلى الشرق، والتي تضم محطة مترو الأنفاق المعروفة باسم "North Greenwich Station" بجوار قبة الألفية (The O2). فقد نشأ هذا الالتباس بعد افتتاح خط اليوبيل عام 1999، حيث أعيد استخدام الاسم في سياق جغرافي مختلف تمامًا.

## الاستخدامات السابقة والوظائف البحرية
في أواخر القرن التاسع عشر، استُخدمت منطقة نورث غرينيتش كموقع لبعض الأرصفة الصناعية البسيطة، كما أُنشئت فيها مرافق خدمية ملاحية صغيرة لخدمة حركة السفن القادمة من نهر التيمز. وقد أدرجت بعض هذه المنشآت في خرائط مصلحة المساحة البريطانية آنذاك، إلا أنها لم تستمر في القرن العشرين بسبب إعادة هيكلة النشاط الصناعي على طول النهر.

## الوضع الحالي
اليوم، لا يُستخدم اسم "نورث غرينيتش" للإشارة إلى هذا الجزء من ميلوول بشكل رسمي، وقد اختفى من الخرائط الحديثة، لكن الاسم لا يزال يظهر أحيانًا في الوثائق القديمة والأبحاث الأكاديمية التي تتناول تاريخ منطقة شرق لندن.